# キムカツ
キムカツは株式会社インテグレーションがフランチャイズ経営する豚カツチェーンストア。

## 概要
いわゆる「ミルフィーユカツ」を主力商品とする。0.5mmの薄い豚肉を25枚重ね、低温の油でじっくり8分揚げ、さらに縦置きにして2分間蒸らすという独特の調理法で他店の商品にはない柔らかさを出している。

## 出店店舗

### キムカツ
- 恵比寿本店
- 玉川髙島屋S・C店 （閉店）
- キムカツプレナ幕張店
- 京都店
- 大阪松竹座店(閉店)
- 心斎橋店
- 仙台店
- 神戸北野坂店（閉店）
- 鹿児島天文館店(閉店）
- カシマサッカースタジアム
  - 鹿島アントラーズのホームゲーム開催日にキムカツさんどを販売
- 羽田空港ターミナル
  - 第1ターミナル、ピア1・ピア4・ピア7・空弁工房
  - 第2ターミナル、ピアB・空弁工房
- アリオ西新井店(閉店）
- その他、タイに5店舗、インドネシアに6店舗、台湾に3店舗、フィリピンに2店舗[2]

### ゲンカツ
- 銀座店（閉店）
- 吉祥寺店（閉店）
- 横浜元町店 （閉店）
- 名古屋ブロッサ店（閉店）
- アリオ八尾店（閉店）
- ららぽーとTOKYO-BAY店（閉店）
- 横浜モアーズ店（閉店）
- ゲンカツのブランチ

東京ドームには「キムカツ・ゲンカツ東京ドーム店」として出店している